# TJ Chemička Ústí nad Labem (lední hokej)
TJ Chemička Ústí nad Labem (celým názvem: Tělovýchovná jednota Chemička Ústí nad Labem) byl československý klub ledního hokeje, který sídlil v Ústí nad Labem v Severočeském kraji. První hokejové zápasy se na území města odehrávaly v roce 1945 zásluhou skupiny nadšenců v čele s Jaroslavem Kropáčkem. V roce 1946 byl založen první klub ledního hokeje ve městě a to po vstupu do ústeckého Sokola. Po zrušení Sokola komunistickým režimem přešel oddíl do ZSJ Armaturky, ve které působil do roku 1959. V témže roce přešel oddíl pod křídla TJ Chemičky. V roce 1963 musela TJ Chemička ukončit činnost hokejového oddílu kvůli finančním potížím. Lední hokej ovšem díky snaze města v Ústí nezanikl, ve stejném roce byl založen TJ Slovan Ústí nad Labem, který se později rychle dostal do celorepublikových soutěží.
Své domácí zápasy odehrával na zimním stadionu Ústí nad Labem s kapacitou 6 500 diváků.

## Historické názvy
Zdroj: 
- 1946 – Sokol LTC Ústí nad Labem (Sokol Lawn Tennis Club Ústí nad Labem)
- 1949 – ZSJ Armaturka Ústí nad Labem (Základní sportovní jednota Armaturka Ústí nad Labem)
- 1959 – TJ Chemička Ústí nad Labem (Tělovýchovná jednota Chemička Ústí nad Labem)

## Přehled ligové účasti
Stručný přehled
Zdroj: 
- 1946–1949: Západočeská divize – sk. A (2. ligová úroveň v Československu)
- 1953–1954: Celostátní soutěž – sk. D (2. ligová úroveň v Československu)
- 1954–1955: Celostátní soutěž – sk. E (2. ligová úroveň v Československu)
- 1955–1957: Oblastní soutěž – sk. E (3. ligová úroveň v Československu)
- 1957–1959: Oblastní soutěž – sk. E (3. ligová úroveň v Československu)
- 1959–1960: Severočeský krajský přebor (4. ligová úroveň v Československu)
- 1960–1963: Severočeský krajský přebor (3. ligová úroveň v Československu)

Jednotlivé ročníky
Zdroj: 
Legenda: ZČ - základní část, červené podbarvení - sestup, zelené podbarvení - postup, fialové podbarvení - reorganizace, změna skupiny či soutěže
| Československo (1946 – 1963) |                                |           |          |                                       |                  |
| Sezóny                       | Soutěž                         | Úroveň    | ZČ       | Play-off, nadstavba, sk. o udržení... | Poznámky         |
| 1946/47                      | Západočeská divize – sk. A     | 2. úroveň | 4. místo |                                       |                  |
| 1947/48                      | Západočeská divize – sk. A     | 2. úroveň | –        |                                       | Soutěž nedohrána |
| 1948/49                      | Západočeská divize – sk. A     | 2. úroveň | 6. místo |                                       | Sestup           |
| ...                          |                                |           |          |                                       |                  |
| 1950/51                      | Západočeská I. A třída – sk. B | ?. úroveň | 5. místo |                                       |                  |
| 1951/52                      | Západočeská I. A třída – sk. ? | ?. úroveň | 1. místo |                                       |                  |
| 1952/53                      | Krajský přebor – sk. ?         | ?. úroveň | 3. místo |                                       | Reorganizace     |
| 1953/54                      | Celostátní soutěž – sk. D      | 2. úroveň | 3. místo |                                       | Změna skupiny    |
| 1954/55                      | Celostátní soutěž – sk. E      | 2. úroveň | 4. místo |                                       | Sestup           |
| 1955/56                      | Oblastní soutěž – sk. E        | 3. úroveň | 3. místo |                                       |                  |
| 1956/57                      | Oblastní soutěž – sk. E        | 3. úroveň | 3. místo |                                       | Změna skupiny    |
| 1957/58                      | Oblastní soutěž – sk. C        | 3. úroveň | 2. místo |                                       |                  |
| 1958/59                      | Oblastní soutěž – sk. C        | 3. úroveň | 6. místo |                                       | Sestup           |
| 1959/60                      | Severočeský krajský přebor     | 4. úroveň | ?. místo |                                       | Reorganizace     |
| 1960/61                      | Severočeský krajský přebor     | 3. úroveň | ?. místo |                                       |                  |
| 1961/62                      | Severočeský krajský přebor     | 3. úroveň | ?. místo |                                       |                  |
| 1962/63                      | Severočeský krajský přebor     | 3. úroveň | ?. místo |                                       |                  |